# Залакарош
Залакарош (мађ. Zalakaros) град је у западној Мађарској. Залакарош је град у оквиру жупаније Зала.
Град има 1.748 становника према подацима из 2007. године.
Залакарош је бањско средиште.

## Географија
Град Залакарош се налази у западном делу Мађарске. Од престонице Будимпеште град је удаљен 200 километара југозападно.
Залакарош се налази у западном делу Панонске низије, у бреговитом подручју. Надморска висина града је око 140 m.

## Галерија
- Спортско средиште града
- Хотел „Термал"
- Бањско лечилиште

## Партнерски градови
- Пуххајм